# Podochlus paynensis
Podochlus paynensis är en tvåvingeart som beskrevs av Lars Zakarias Brundin 1966. Podochlus paynensis ingår i släktet Podochlus och familjen fjädermyggor. Inga underarter finns listade i Catalogue of Life.